# Greenland Telescope

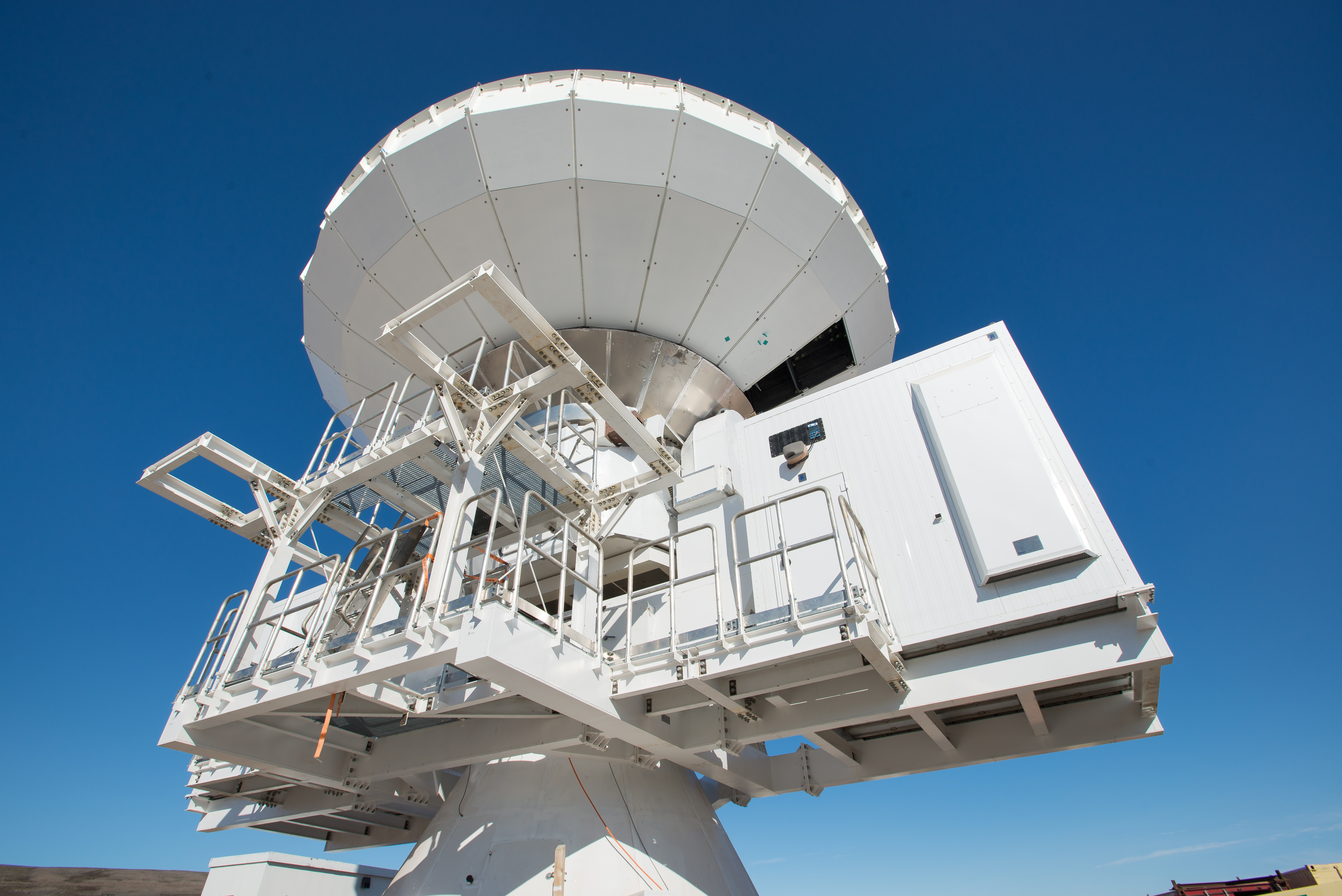
Greenland Telescope

Das Greenland Telescope ist ein 12-m-Radioteleskop in Grönland. Es war ursprünglich ein Test-Teleskop für ALMA und wurde 2010 dem Smithsonian Astrophysical Center übergeben und zunächst 2017 in der Thule Air Base in Grönland stationiert (First light 25. Dezember 2017). Später soll es auf dem höchsten Punkt (Summit Station) des grönländischen Inlandeises in 3210 m Höhe installiert werden.
Beteiligt sind neben dem Smithsonian Astrophysical Center (Harvard-Smithsonian Center for Astrophysics) das National Radio Astronomy Observatory (NRAO), das Haystack-Observatorium des MIT und das Institut für Astronomie und Astrophysik der Academia Sinica in Taiwan, das 2013 bis 2015 auch die Anpassungen an die kalten Operationsbedingungen in Grönland vornahm.
Es wird Teil des Event Horizon Telescope sein und des Global mm-VLBI Array.